# 蘇爾察赫河
49°3′34″N 10°29′8.5″E / 49.05944°N 10.485694°E
蘇爾察赫河（德語：Sulzach），是德國的河流，位於該國東南部，由巴伐利亞負責管轄，屬於沃爾尼茨河的左支流，河道全長41.5公里，流域面積191.3平方公里，河口處在維特爾斯霍芬附近。